# Resident Evil : Chapitre final
Série Resident Evil
Resident Evil: Retribution
(2012) Resident Evil : Bienvenue à Raccoon City
(2021)
Pour plus de détails, voir Fiche technique et Distribution.
Resident Evil : Chapitre final ou Resident Evil : L'ultime chapitre au Québec (Resident Evil: The Final Chapter) est un américano-germano-franco-canado-australo-britannique écrit et réalisé par Paul W. S. Anderson, sorti en 2016.
C'est le sixième et dernier volet de la série de films librement adaptée des jeux vidéo Resident Evil édités par Capcom.

## Synopsis
Dix ans après l'incident de Raccoon City et le lendemain après qu'Alice a atterri à la Maison-Blanche, les dernières personnes ayant une chance de sauver ce qui reste de l'Humanité ont été trahies par Albert Wesker. En tant que dernière survivante du piège tendu par Wesker, Alice doit retourner dans le Hive, là où le cauchemar a commencé. Umbrella Corporation y rassemble ses forces pour un dernier assaut sur les derniers survivants de l'Apocalypse.
Dans une course contre la montre, Alice joint ses forces à d'anciens amis et à un allié inattendu pour une bataille contre les zombies et les monstres. Entre la perte de ses pouvoirs et les attaques d'Umbrella, ce sera l'aventure la plus difficile d'Alice tandis qu'elle se bat pour sauver l'Humanité, à un souffle de l'oubli.

## Fiche technique
Sauf indication contraire, les informations mentionnées dans cette section peuvent être confirmées par la base de données cinématographiques IMDb,  présente dans la section « Liens externes ».
- Titre original : Resident Evil: The Final Chapter
- Titre français : Resident Evil : Chapitre Final
- Titre québécois: Resident Evil : L'ultime chapitre
- Réalisation : Paul W. S. Anderson
- Scénario : Paul W. S. Anderson, d'après les jeux vidéo Resident Evil de Capcom
- Musique : Paul Haslinger
- Direction artistique : Lisa Van Velden, Guy Potgieter et Maria Labuschagne
- Décors : Edward Thomas
- Costumes : Reza Levy
- Photographie : Glen MacPherson
- Son : Andrew Stirk, Andrew Tay, Mark Zsifkovits
- Montage : Doobie White
- Production : Paul W. S. Anderson, Samuel Hadida, Robert Kulzer, Jeremy Bolt et Genevieve Hofmeyr (Afrique du Sud)

Production exécutive : Janine van Assen
Production déléguée : Martin Moszkowicz, Victor Hadida
Production associée : Hiroyuki Kobayashi et Bernhard Thür
- Sociétés de production[2] :
  - Allemagne : Constantin Film
  - France : Davis Films[3]
  - Canada : Impact Pictures
  - Afrique du Sud : Department of Trade and Industry of South Africa
  - Japon : Capcom Company
  - Chine : Leomus Pictures
  - États-Unis : avec la participation de Screen Gems
- Sociétés de distribution :
  - Allemagne : Constantin Film Verleih
  - États-Unis : Screen Gems
  - Chine : China Film Group Corporation
  - Japon : Sony Pictures Entertainment
  - Canada, Belgique, Royaume-Uni : Sony Pictures Releasing
  - France : Metropolitan Filmexport
- Budget : 40 millions de $[4]
- Pays d'origine :
  -  États-Unis,  Allemagne,  France,  Canada,  Australie,  Royaume-Uni
- Langue originale : anglais
- Format[5] : couleur - 35 mm / D-Cinema - 2,39:1 (Cinémascope)
  - son Dolby Digital | Dolby Atmos | IMAX 6-Track | IMAX 12-Track | DTS (DTS: X) | Sonics-DDP | Auro 11.1 | Dolby Surround 7.1
- Genre : action, horreur et science-fiction
- Durée : 107 minutes / 99 minutes (Chine)
- Dates de sortie[6] :
  - Japon : 23 décembre 2016
  - France, Suisse romande[7] : 25 janvier 2017
  - Australie, Allemagne : 26 janvier 2017
  - États-Unis, Canada, Québec[8] : 27 janvier 2017
  - Royaume-Uni : 3 février 2017
  - Belgique : 8 février 2017
  - Chine : 24 février 2017
- Classification[9] :
  -  États-Unis : Interdit aux moins de 17 ans (certificat #50102) (R – Restricted) [Note 1].
  -  Allemagne : Interdit aux moins de 16 ans (FSK 16).
  -  Canada (Colombie-Britannique) : Les enfants de moins de 14 ans doivent être accompagnées d'un adulte (14A - 14 Accompaniment).
  -  Québec : 13 ans et plus (13+ / 13 years and over)[8].
  -  Afrique du Sud : Interdit aux moins de 16 ans.
  -  Australie : Les enfants de moins de 15 ans doivent être accompagnés d'un adulte  (MA 15+ - Mature Accompanied)[10].
  -  Royaume-Uni : Interdit aux moins de 15 ans (15 - Suitable only for 15 years and over)>[11].
  -  Japon : Sous la responsabilité des parents (PG-12)[Note 2].
  -  Chine : Pas de système.
  -  France : Interdit aux moins de 12 ans (visa d'exploitation no 145888 délivré le 24 janvier 2017)[12],[13],[Note 3].

## Distribution
- Milla Jovovich (VF : Barbara Kelsch ; VQ : Élise Bertrand) : Alice Abernathy / Alicia Marcus (âgée)
- Ali Larter (VF : Olivia Dalric ; VQ : Lisette Dufour) : Claire Redfield
- Shawn Roberts (VF : Stéphane Pouplard ; VQ : Daniel Roy) : Albert Wesker
- Ruby Rose (VF : Jessica Monceau ; VQ : Ariane-Li Simard-Côté) : Abigail
- Eoin Macken (VF : Anatole de Bodinat ; VQ : Jean-François Beaupré) : Doc
- William Levy (VF : David Krüger ; VQ : Gabriel Lessard) : Christian
- Iain Glen (VF : François Siener ; VQ : Daniel Picard) : Dr. Alexander Roland Isaacs
- Lee Joon-gi : le commandant Chu
- Fraser James (VF : Jean-Baptiste Anoumon ; VQ : Louis-Philippe Dandenault) : Razor
- Rola (en) : Colbat
- Ever Anderson (VF : Dorothée Pousséo ; VQ : Ludivine Reding) : la Reine rouge / Alicia Marcus (jeune)

 Source et légende : version française (VF) sur RS Doublage et selon le carton du doublage français cinématographique ; version québécoise (VQ) sur Doublage.qc.ca

## Production

### Développement
Paul W. S. Anderson reviendra en tant que scénariste et réalisateur pour ce sixième volet qui sera le dernier de la série.
D'abord prévu en 2014, le tournage a dû être reporté à la suite de la grossesse de l'actrice Milla Jovovich. En janvier 2015, Milla Jovovich annonce que le tournage commencera en août 2015 pour une sortie du film en 2016.

### Distribution des rôles

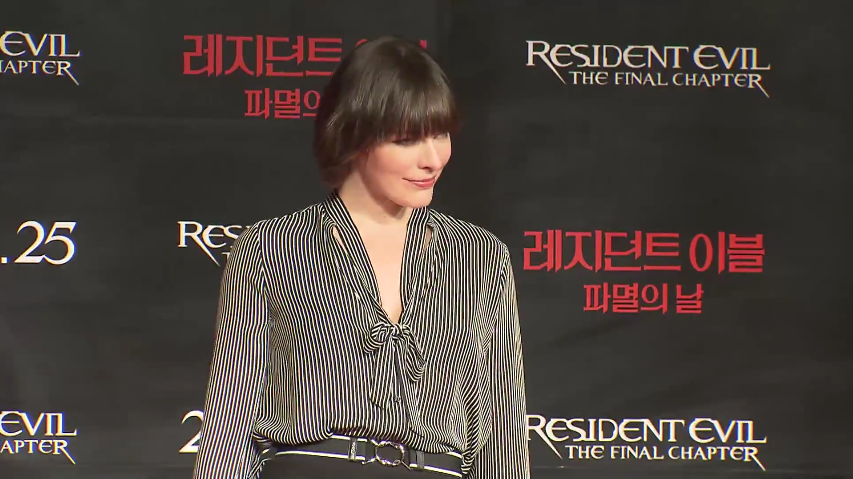
L'actrice principale Milla Jovovich en Asie pour la promotion du film, en janvier 2017.

Dès l'annonce du film, la présence de Milla Jovovich qui incarne Alice, le personnage principal de la série, a été officialisée.
En août 2015, à l'approche du début du tournage, l'actrice Ali Larter est annoncée pour reprendre son rôle de Claire qu'elle tenait déjà dans les troisième et quatrième opus de la saga.
Johann Urb (Leon S. Kennedy) a déclaré sur Instagram qu'il ne serait pas de retour pour ce dernier volet. Pour Wentworth Miller (Chris Redfield) et Li Bingbing (Ada Wong), aucun retour n'a été annoncé. Sienna Guillory, qui joue Jill Valentine, a laissé planer le doute pour sa participation au film cependant elle a déclaré ne pas avoir tourné de scènes pour le film, ce qui confirme qu'elle ne sera pas présente pour le dernier film.
Il est révélé que Shawn Roberts (Albert Wesker) reprendra de nouveau son rôle. Ce volet marquera également le retour de Iain Glen qui interprétait le docteur Alexander  Isaacs dans le deuxième ainsi que le troisième volet de la saga.
Plusieurs acteurs feront partie de la distribution, on peut citer Ruby Rose ayant joué dans la série Orange Is The New Black, Eoin Macken, William Levy ainsi que Rola (en), une mannequin et personnalité de télé japonaise. De plus, la fille de Milla Jovovich et du réalisateur Paul W. S. Anderson, Ever Gabo Anderson, tiendra le rôle de la Reine Rouge (sa représentation holographiques ainsi qu'aux écrans).

### Tournage
Le tournage débute le 18 septembre 2015 au Cap en Afrique du Sud. L'équipe tourne notamment aux abords du barrage d'Hartbeespoort. Le tournage a également lieu dans le Queensland en Australie (les Village Roadshow Studios, Brisbane et Magnetic Island), à New York (Times Square), à Toronto (Cinespace Film Studios),.
Le 5 septembre 2015 la cascadeuse Olivia Jackson qui doublait Milla Jovovich s'écrase sur un bras de caméra qui aurait dû se relever à son approche. Elle subit de très sévères blessures qui entraineront l'amputation de son bras gauche.
Le 3 décembre 2015 le technicien Ricardo Cornelius, âgé de 34 ans, meurt écrasé par un véhicule Hummer qui se trouvait sur une plateforme et qui a basculé sur lui,.
Le tournage s'achève le 9 décembre 2015. Contrairement aux deux précédents volets, Resident Evil: The Final Chapter n'est pas tourné directement en 3D, mais converti en postproduction par l'entreprise Legend 3D.

## Bande originale
Bandes originales de Resident Evil
Resident Evil: Retribution
(2012)
La musique du film est composée par Paul Haslinger, ancien membre du groupe Tangerine Dream.
| 1.  | This Is My Story                  |  |
| 2.  | A Force So Evil                   |  |
| 3.  | Return To The Hive                |  |
| 4.  | The Turbine Sequence              |  |
| 5.  | Make It Right                     |  |
| 6.  | Enter Raccoon City                |  |
| 7.  | I Promised You An Answer          |  |
| 8.  | Seal The Hive                     |  |
| 9.  | History Is Written By The Victors |  |
| 10. | Laser Corridor Revisited          |  |
| 11. | Ascension                         |  |
| 12. | The Anti-Virus Sacrifice          |  |
| 13. | Why Am I Alive                    |  |
| 14. | Towards A New Horizon             |  |
| 15. | My Work Is Not Done               |  |
| 16. | The Run Towards The Crater        |  |

## Accueil

### Sortie
La sortie est prévue pour le 27 janvier 2017 aux États-Unis, et le 25 janvier 2017 en France,.

### Accueil critique
Sur Rotten Tomatoes, le film obtient un score de 38% sur la base de 104 critiques. Sur Metacritic, il obtient un score de 50 sur 100 sur la base 18 critiques. En France, le film a reçu des avis plutôt mitigés, sur Allociné, il a reçu une note de 2,2/5 de la part de la presse et une note de 3/5 de la part des spectateurs.
Avis de Michael Valentin sur le site du journal Le Parisien : « Milla Jovovich toujours aussi athlétique, bien qu'à peine sortie d'une deuxième grossesse, boucle ici, malgré une fin ouverte, une franchise qui, mine de rien, est la plus longue jamais consacrée à un personnage féminin au cinéma. Et les fans obtiennent enfin les réponses à des questions qu'ils se posent, pour certaines, depuis le premier opus. »
Avis de Simon Riaux du site Écran Large : « Plus bête, cheap et hystérique que tous les épisodes précédents réunis, cette "conclusion" génère alternativement une jubilation déviante ou une profonde affliction. »
Avis de Philippe Guedj sur le site du magazine Le Point : « La saga zombiesque adaptée du célèbre jeu vidéo descend encore un peu plus bas dans les abysses du n'importe quoi. Attention : intoxication ! »
Avis de Alain Zind du site Kritikat.com : « Le film est représentatif de la vacuité d'un cinéma qui pense s’adresser plus efficacement à son jeune public par le clinquant et le tape-à-l’œil, ambassadeur anachronique du blockbuster racoleur par excellence (...). »
Avis de Nicolas Didier du site Télérama : « Conclusion désolante à la hauteur d'une saga qui, en six films, n'aura jamais été digne des jeux vidéo dont elle s'inspire. »

### Box-office
| Pays ou région    | Box-office      | Date d'arrêt du box-office | Nombre de semaines |
| ----------------- | --------------- | -------------------------- | ------------------ |
| États-Unis Canada | 26 830 068 $    | 30 mars 2017               | 9                  |
| Chine             | 159 548 686 $   | 19 mars 2017               | 4                  |
| Australie         | 2 351 188 $     | 5 mars 2017                | 6                  |
| France            | 322 567 entrées | 7 mars 2017                | 3                  |
| Allemagne         | 321 513 entrées | 12 février 2017            | 6                  |
| Italie            | 171 189 entrées | 5 mars 2017                | 2                  |
| Espagne           | 308 026 entrées | 2 avril 2017               | 8                  |
| Total mondial     | 312 242 626 $   | 2 avril 2017               | 15                 |

Le budget du film est de 40 millions de dollars. Le film a fait le pire démarrage de la série, il termine son premier week-end avec un total de 13 601 682 dollars de recettes en Amérique du Nord. Il terminera se première semaine d'exploitation, avec un total de 17 351 775 dollars de recettes. En France, le film a commencé son exploitation en faisant 25,609 entrées le premier jour pour un total de 174 825 entrées au bout de sa première semaine d'exploitation. Bien que le film ait démarré laborieusement et soit un échec aux États-Unis, il n'en est pas de même dans le reste du monde où à la date du 2 avril 2017 le film a engrangé 312 242 626 dollars soit le plus gros score de la franchise.

## Distinctions
Entre 2017 et 2018, Resident Evil: Chapitre final a été sélectionné 5 fois dans diverses catégories et a remporté 2 récompenses.

### Récompenses
- Prix de la bande-annonce d'or 2017 : Prix de la Toison d'or décerné à Sony Pictures Entertainment et Trailer Park.
- Prix de la bande-annonce d'or 2018 : Prix de la Toison d'or du Meilleur spot télévisé décerné à Screen Gems et Viacom Velocity.

### Nominations
- Prix de la bande-annonce d'or 2017 :
  - Meilleur spot télévisé - Teaser pour Sony Pictures Home Entertainment,
  - Meilleure campagne marketing pour Sony Pictures Home Entertainment et The Refinery.
- Prix Fangoria Chainsaw 2017 : Pire film.

## Commentaires
Les zombies classiques et les cerbères sont de retour dans ce sixième film. Deux nouveaux monstres de l'univers Resident Evil apparaissent pour la première fois. Le Kipepeo (qui fait une très brève apparition à la fin du film Resident Evil: Retribution) apparaît dans le jeu Resident Evil 5. À la différence du Kipepeo du jeu, celui apparaissant dans le film est gigantesque et peut facilement broyer une voiture. Apparait également pour la première fois le Bloodshot. Le Bloodshot apparait dans le jeu Resident Evil 6. C'est un zombie aux yeux rouges qui mute en une créature écorchée et aux dents acérées à la suite d'un tir en pleine tête. Dans le film, la créature apparaît directement sous sa forme écorchée et est un peu plus grande et plus féroce que celle présente dans le jeu.
Le film est ponctué de nombreuses incohérences scénaristiques. En effet on apprend dans ce volet, que le virus-T a été créé par le Dr Marcus pour sa fille Alicia atteinte de la progéria. Or dans le second opus, Resident Evil: Apocalypse, le virus-T a été créé par le Dr Ashford pour sa fille Angela, atteinte de la même maladie que son père. À la fin de Resident Evil : Retribution, Wesker fait comprendre à Alice que les personnes se trouvant à la Maison-Blanche sont tout ce qui reste de l'humanité. Or dans ce volet, il en reste encore quelques milliers. Dans Resident Evil, Chad Kaplan dit à Alice que la Reine rouge a été créée à partir de la fille de la programmatrice de cette intelligence artificielle. Or dans ce volet, c'est le Dr Isaacs qui crée la Reine rouge. On apprend au début de ce volet que la pandémie a commencé il y a dix ans. Or dans le précédent opus, cela avait eu lieu au moins sept ans auparavant. Dans ce volet, le Dr Isaacs a non seulement un prénom différent, mais également un nom de plus.